# Хлебопечка

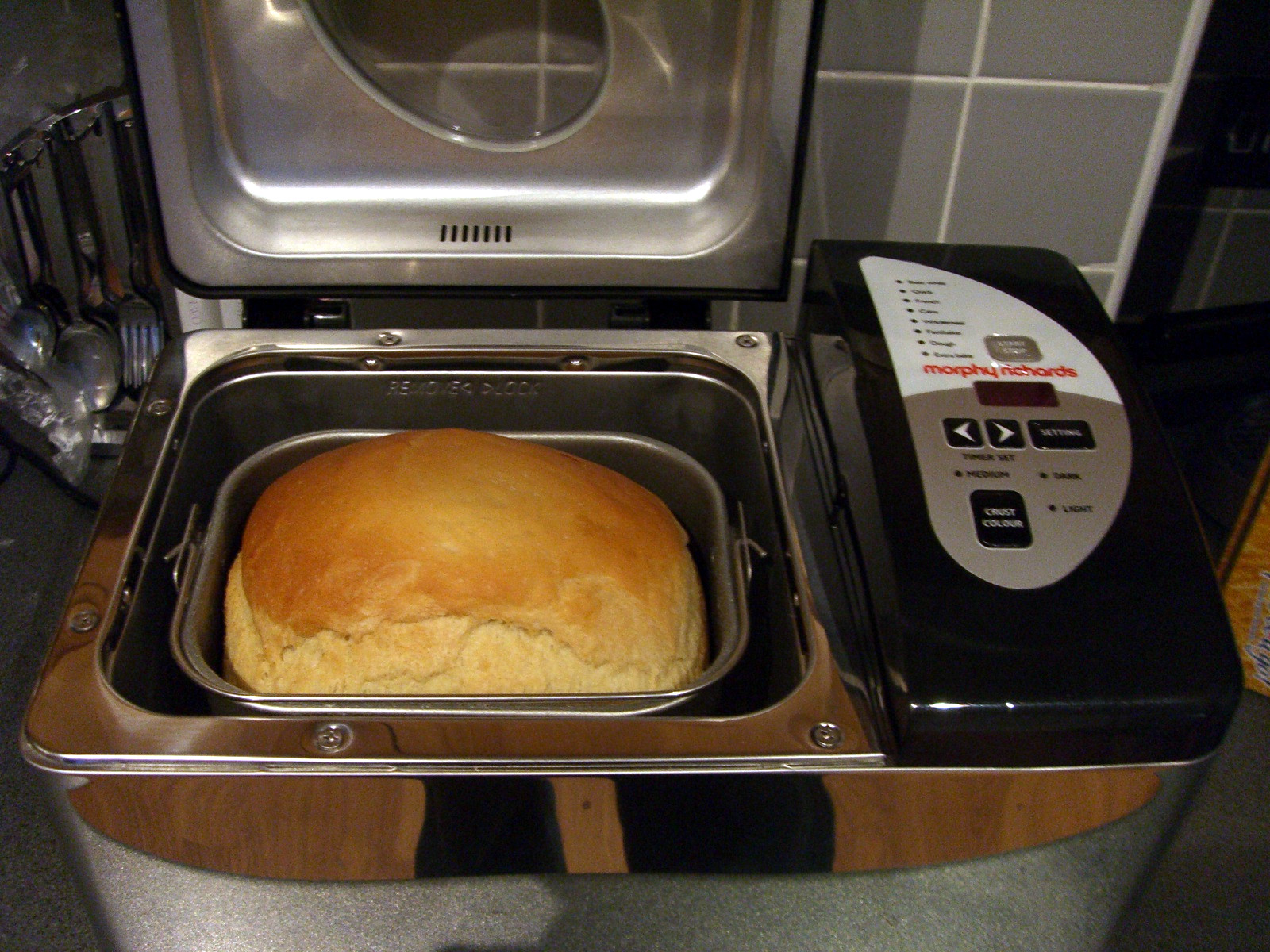
Хлебопечка с открытой крышкой

Хлебопе́чка — бытовое малогабаритное электромеханическое устройство, основной функцией которого является автоматизированное изготовление формового хлеба, начиная от замеса теста и заканчивая выпеканием готового хлебобулочного изделия. Максимальная масса изделия — от 450 до 2000 г, в зависимости от модели хлебопе́чи. Время изготовления — 1—6 часов, в зависимости от вида хлеба и способа изготовления (см. в разделе Особенности).

## История
Прототип бытовой хлебопечки появился в Бостоне в начале XX века. Первая же современная хлебопечка была разработана в 1987 году японской фирмой Matsushita Electric Industrial Company, Ltd. (название в настоящее время — Panasonic Corporation).
Разрабатывая хлебопечку, сотрудники компании Matsushita Electric столкнулись с такой проблемой: испытательный образец хлебопечки не мог качественно замесить тесто, из-за чего корочка хлеба оказывалась пересушенной, а мякиш, наоборот, непропечённым. Для решения этой задачи была использована имитация техники ручного приготовления теста с помощью вертикальных округлых выступов в хлебопекарной форме (см. рисунок 3 в разделе Конструкция), о которые лопатка растягивает и разминает тесто в процессе замеса.
Инновация японских инженеров заключается в том, что они объединили в одном устройстве тестомесильную машину, расстоечный шкаф и хлебопекарную печь, использовав форму для замешивания в качестве хлебопекарной формы, а также автоматизировали технологический процесс с помощью микропроцессора.
На российском рынке хлебопечки впервые появились в 1994 году.

## Конструкция

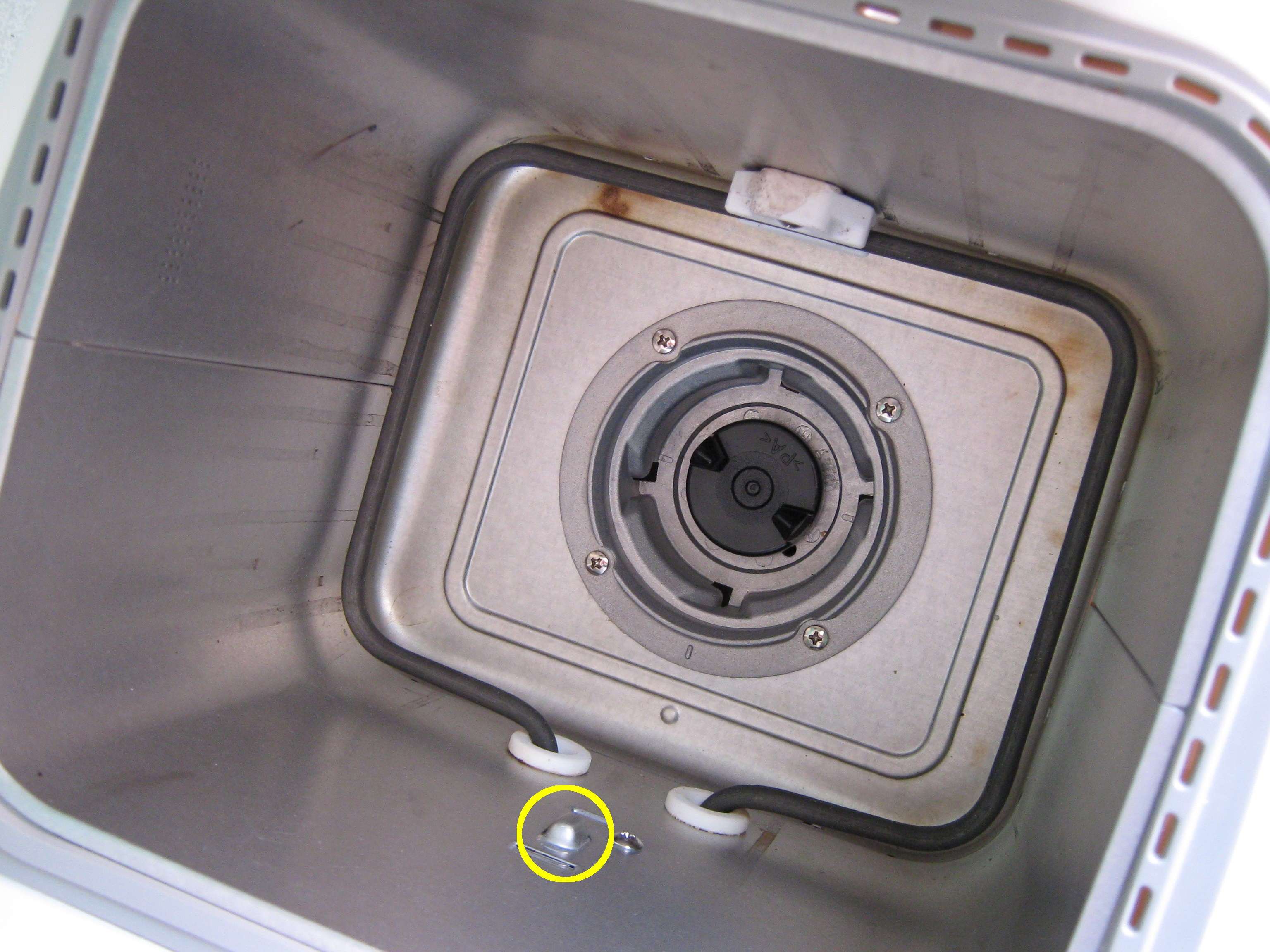
Рис. 1. Расположение деталей в пекарной камере: по периметру нижней части — нагревательный элемент — ТЭН, на дне — муфта, в центре которой — крутящий механизм (деталь в виде кружка чёрного цвета)
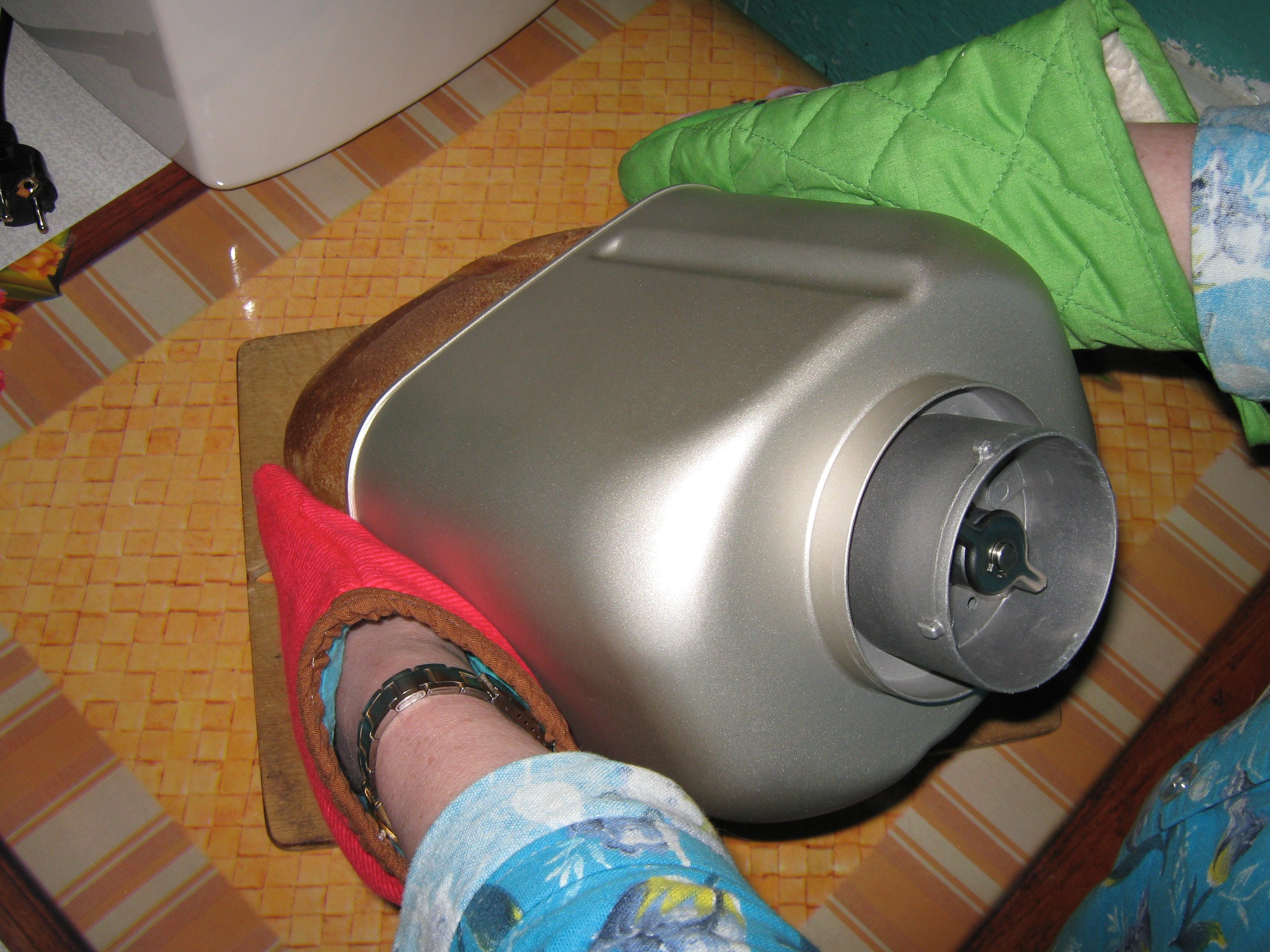
Рис. 2. На дне формы находится муфта, в центре которой — вал
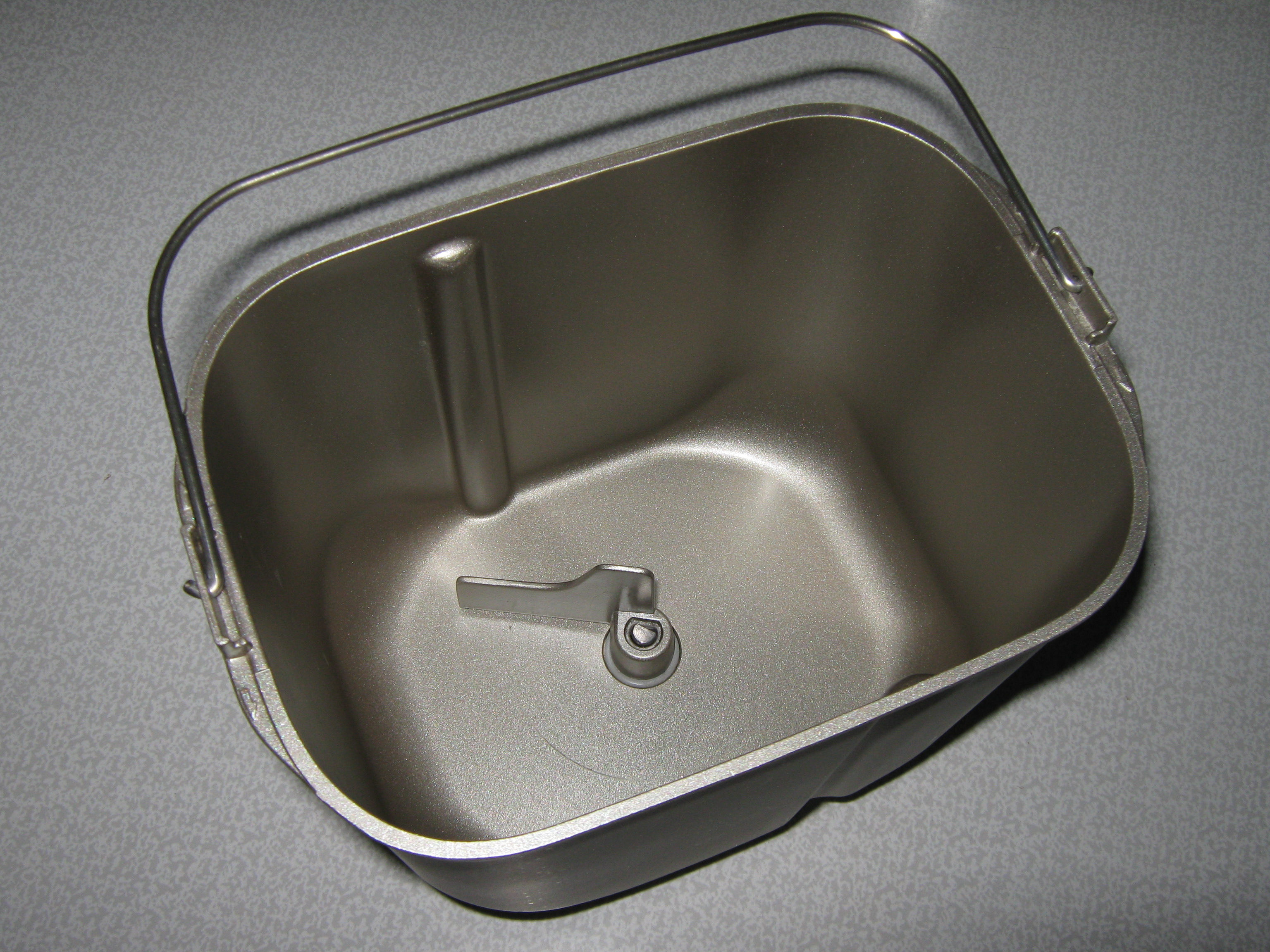
Рис. 3. Хлебопекарная форма с установленной на вал лопаткой
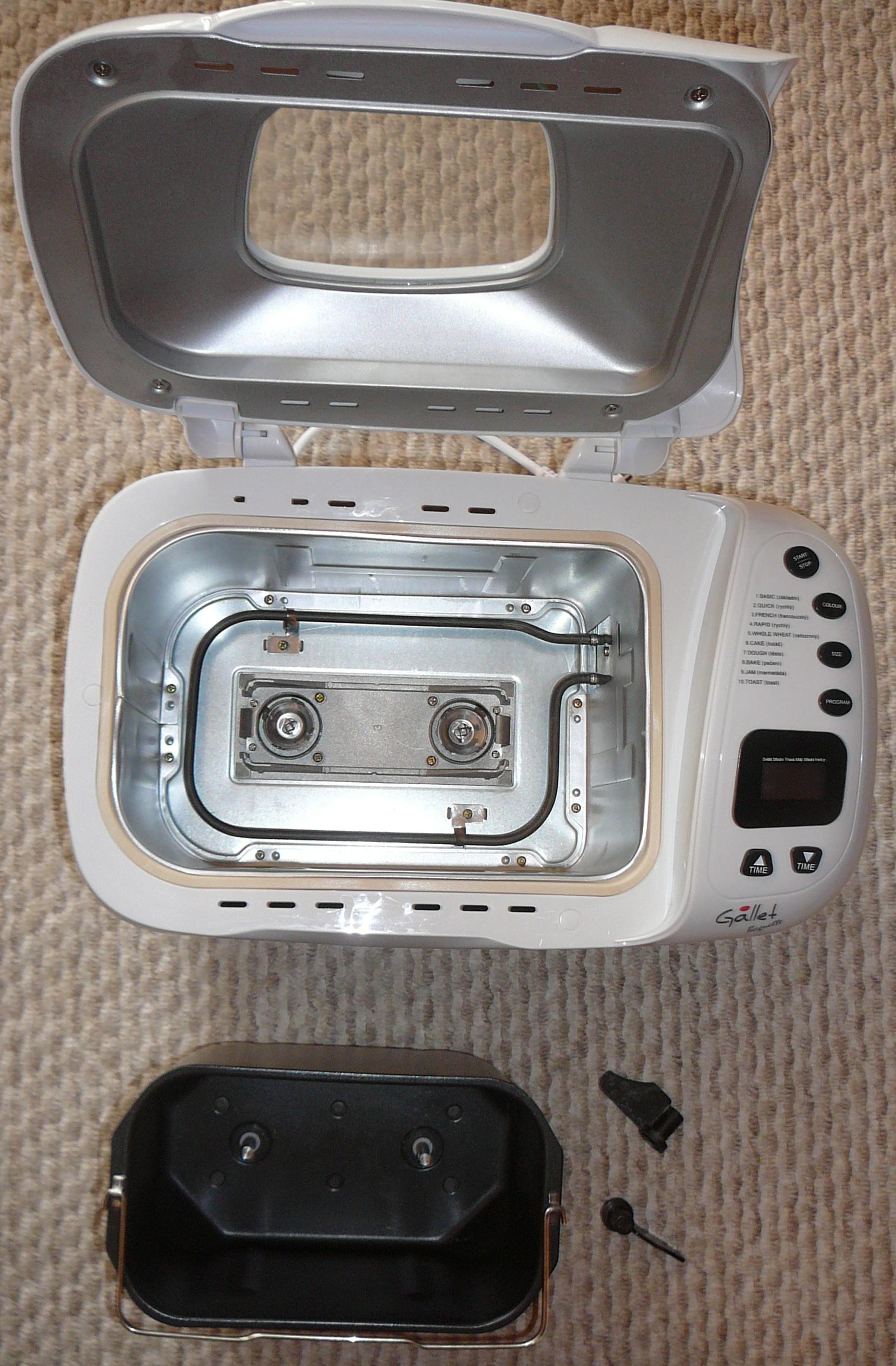
Рис. 4. Хлебопечка с двумя крутящими механизмами

Пека́рная камера — внутреннее пространство в корпусе хлебопечки, в котором находится трубчатый электронагреватель и гнездо с приводом (одним или двумя, рисунки 1 и 4 соответственно) для соединения с муфтой хлебопекарной формы и вращения вала в ней, осуществляемое электродвигателем.
Хлебопекарная форма — ёмкость для теста, устанавливаемая в пекарную камеру. Как правило, имеет антипригарное покрытие. На дне формы находится вал (один или два, рисунки 3 и 4 [внизу] соответственно), на который устанавливается лопатка для замешивания теста. В наружной нижней части формы находится муфта (рисунок 2) для соединения вала с крутящим механизмом на дне пекарной камеры (рисунок 1).
Термодатчик (выделен на рисунке 1) — устройство, с помощью которого постоянно отслеживается и поддерживается определённая температура в пекарной камере на всех этапах технологического процесса.
Панель управления — (рисунок 4, справа). С помощью неё осуществляются: пуск, выключение хлебопечи, выбор программы и программных параметров (дополнительных команд программы). Для отображения информации может использоваться дисплей и световая индикация.

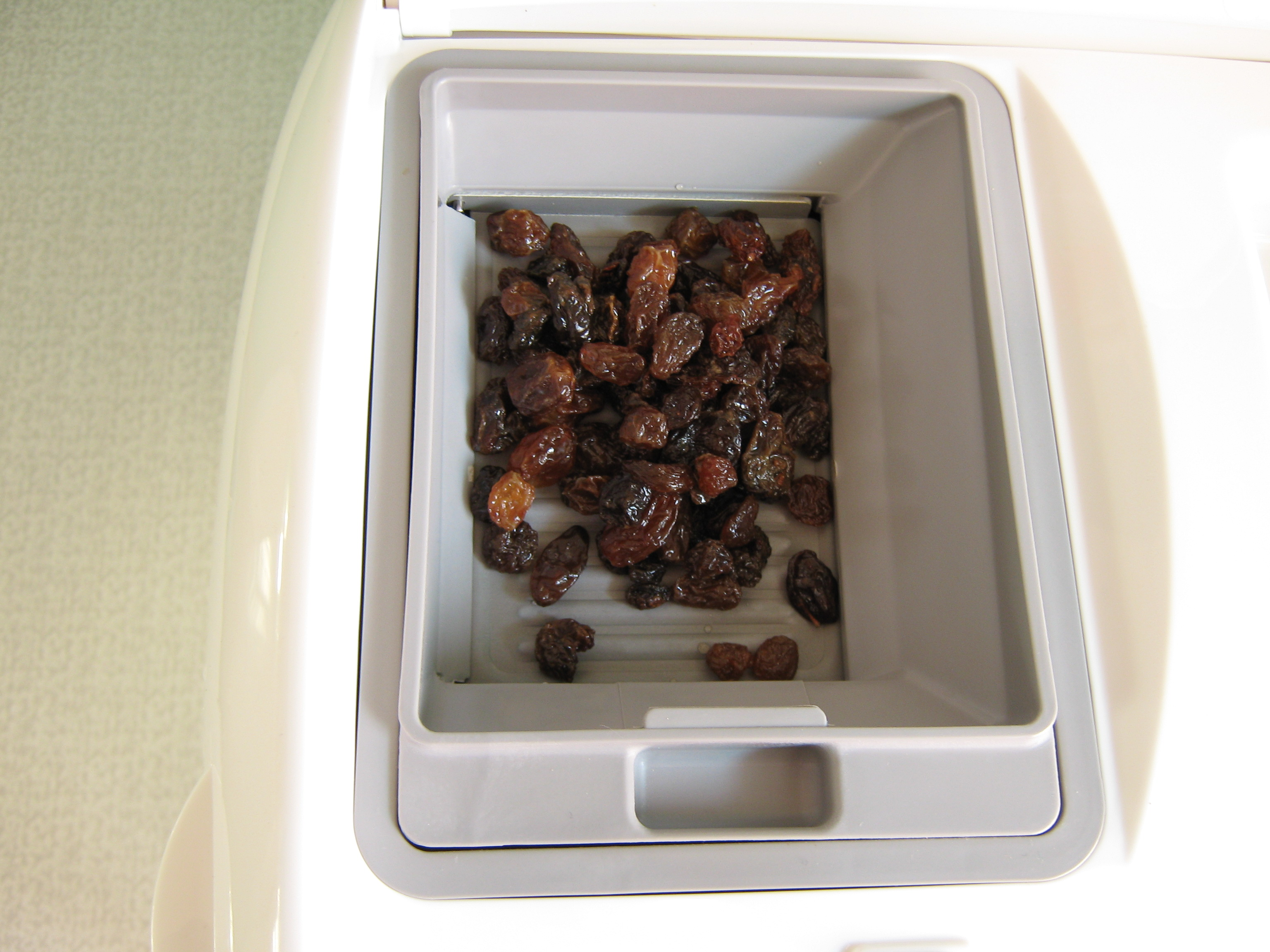
Диспенсер с изюмом

Дополнительные элементы
Диспенсер (англ. dispenser — дозатор)
Механическое устройство для выполнения отсдобки без участия человека. Представляет собой небольшой резервуар с открывающимся дном, для примерно 150 грамм добавок, которые при необходимости загружаются в диспенсер перед запуском программы. Располагается прямо над формой.
Примечания: Хлебопечки с диспенсером и без него могут подавать звуковой сигнал, предупреждающий о выполнении, соответственно, автоматической или ручной отсдобки. Срабатывание диспенсера и подача сигнала могут либо регулироваться пользователем, либо их применение будет происходить неуправляемо.
Смотровое окошкоПозволяет наблюдать за процессом изготовления не открывая пекарную камеру. Располагается в крышке хлебопечи (см. рисунок 4 [вверху] в разделе Конструкция).
Аксессуары:
- мерная ложка с ёмкостями на 5 мл (чайная ложка) и 15 мл (столовая ложка) для отмеривания дрожжей, соли и сахара;
- мерные стакан или кружка для отмеривания муки и жидкости;
- крючок для извлечения лопатки из хлеба.

## Выполняемые операции
| №                                                                | Название                | Описание | Действия хлебопечки |
| ---------------------------------------------------------------- | ----------------------- | --- | --- |
| 1                                                                | Замес                   | \| Перемешивание компонентов до получения однородной массы — теста. \| | Лопатка вращается. |
| 2                                                                | Отсдобка                | Внесение в тесто дополнительных компонентов — изюма, орехов, сухофруктов, семечек, пряностей и любых других продуктов, добавляемых по вкусу. Примечание: Эта операция выполняется хлебопечкой при наличии диспенсера, в противном случае — пользователь самостоятельно вносит добавки по звуковому сигналу (см. Диспенсер в разделе Особенности). | При использовании диспенсера: (Может подаваться звуковой сигнал.) Дно диспенсера открывается, лопатка вращается. Возможные действия при отсутствии диспенсера: Подаётся звуковой сигнал, лопатка вращается. |
| 3                                                                | Расстойка               | Выдерживание теста при определённой температуре для разрыхления, в результате брожения дрожжей или хлебной закваски. Происходит «подъём» теста, увеличение в объёме за счёт образования пористой структуры. Температура расстойки — +20…+35 °C.                                                                                                   | Нагревательный элемент может поддерживать благоприятную для брожения температуру. |
| 4                                                                | Обминка                 | Кратковременное перемешивание теста в процессе брожения — с целью удаления из него углекислого газа и обогащения кислородом, тем самым создавая более благоприятные условия для жизнедеятельности микроорганизмов. | Лопатка вращается. |
| 5                                                                | Расстойка окончательная | (См. Расстойка.) Выполняется непосредственно перед выпеканием. | (См. Расстойка.) |
| 6                                                                | Выпекание               | Прогревание теста до его превращения в готовое изделие. Примерное время выпекания — 1 час при температуре +105…+140 °C. | Нагревательный элемент включён в режиме выпекания. |
| Перемешивание компонентов до получения однородной массы — теста. | Замешанное тесто        | | |

Возможные дополнительные операции
- Выдерживание загруженных компонентов перед началом замеса в течение некоторого времени — для достижения ими определённой температуры (примерно +25 °C[1]);
- Подогрев после выпекания — см. в разделе Особенности.

## Программы
Набор программ зависит от модели хлебопечки.
| Название                                        | Описание |
| Программы для изготовления хлеба                | Программы для изготовления хлеба |
| ----------------------------------------------- | --- |
| Программы определённого вида хлеба              | Пшеничный хлеб, Ржаной хлеб (ржано-пшеничный, Бородинский), Французский, Без клейковины (глютена), Пшеничный хлеб из обойной (цельнозерновой) муки, Сладкий хлеб и другие. Отличие программ заключается в особой комбинации технологических операций, их продолжительности и интенсивности. Программа французского хлеба является самой продолжительной, затрачиваемое на его изготовление время составляет около 6 часов. Примечание: Наличие каждой из этих программ, кроме базовой программы пшеничного хлеба, зависит от модели хлебопечки. |
| Ускоренное изготовление хлеба                   | В основном эта программа используется для пшеничного хлеба и хлеба из обойной муки. Варианты программы: - Быстрое — время изготовления составляет примерно от 2 до 3 часов; - Сверхбыстрое, экспресс — около 1 часа. Как правило, выпекаемый таким способом хлеб обладает более плотным мякишем, по сравнению со стандартной технологией хлебопечения. Для его изготовления может применяться повышенная температура расстойки, а в рецепте использоваться увеличенное количество дрожжей.                                                      |
| Программы для выполнения дополнительных функций | |
| Тесто                                           | Варианты программы: - Замес бездрожжевого крутого теста для пельменей, макаронных изделий; - Замес и расстойка дрожжевого теста для пирогов и других хлебобулочных изделий. |
| Выпекание                                       | Выполняется только процесс выпекания. |
| Кекс                                            | Изготовление кекса. Эта программа, в зависимости от модели хлебопечки, либо просто выпекает готовое бездрожжевое (с химическим разрыхлителем) тесто, либо замешивает и выпекает, при этом сахар с яйцами или жиром всё равно необходимо будет взбить самостоятельно. |
| Варенье (джем)                                  | Изготовление варенья. Хлебопечка производит помешивание во время его варки. |
| Программные параметры                           | |
| Масса (вес) или размер                          | Указание массы или размера изделия, в зависимости от количества загруженных компонентов — для оптимизации технологических операций. |
| Цвет хлебной корочки                            | Выбор степени запекания — от светлого до тёмного цвета. |
| Таймер                                          | Увеличение времени, через которое будет закончено изготовление хлеба, максимальное — примерно до 12—15 часов. Осуществляется за счёт задержки начала замеса. Примечания: При использовании таймера следует исключить контакт жидкости и сухих быстродействующих дрожжей, чтобы брожение не началось до замеса. Также необходимо помнить о том, что некоторые продукты, например, свежие яйца или молоко, могут успеть испортиться до начала замеса.                                                                                             |
| Время                                           | Регулирование времени выполнения определённых операций. |
| Вспомогательные функции                         | |
| Возобновление программы                         | В случае внезапного отключения электроэнергии, продолжительностью примерно до 7—15 минут, выполнение запущенной программы будет продолжено. |
| Сигнал «Вынуть лопатку»                         | Предупреждает о возможности извлечь лопатку из формы перед выпеканием, для того чтобы в готовом изделии не осталось отверстия от неё, хотя небольшая дырочка от вала всё-таки будет. |
| Подогрев после выпекания                        | Предотвращается конденсация влаги внутри формы с готовым изделием, если хлебопечка по окончании выпекания не была выключена пользователем. Примерная температура подогрева +60 °C, максимальная продолжительность — до 1 или до 3 часов. |

## Редкие виды хлебопечек

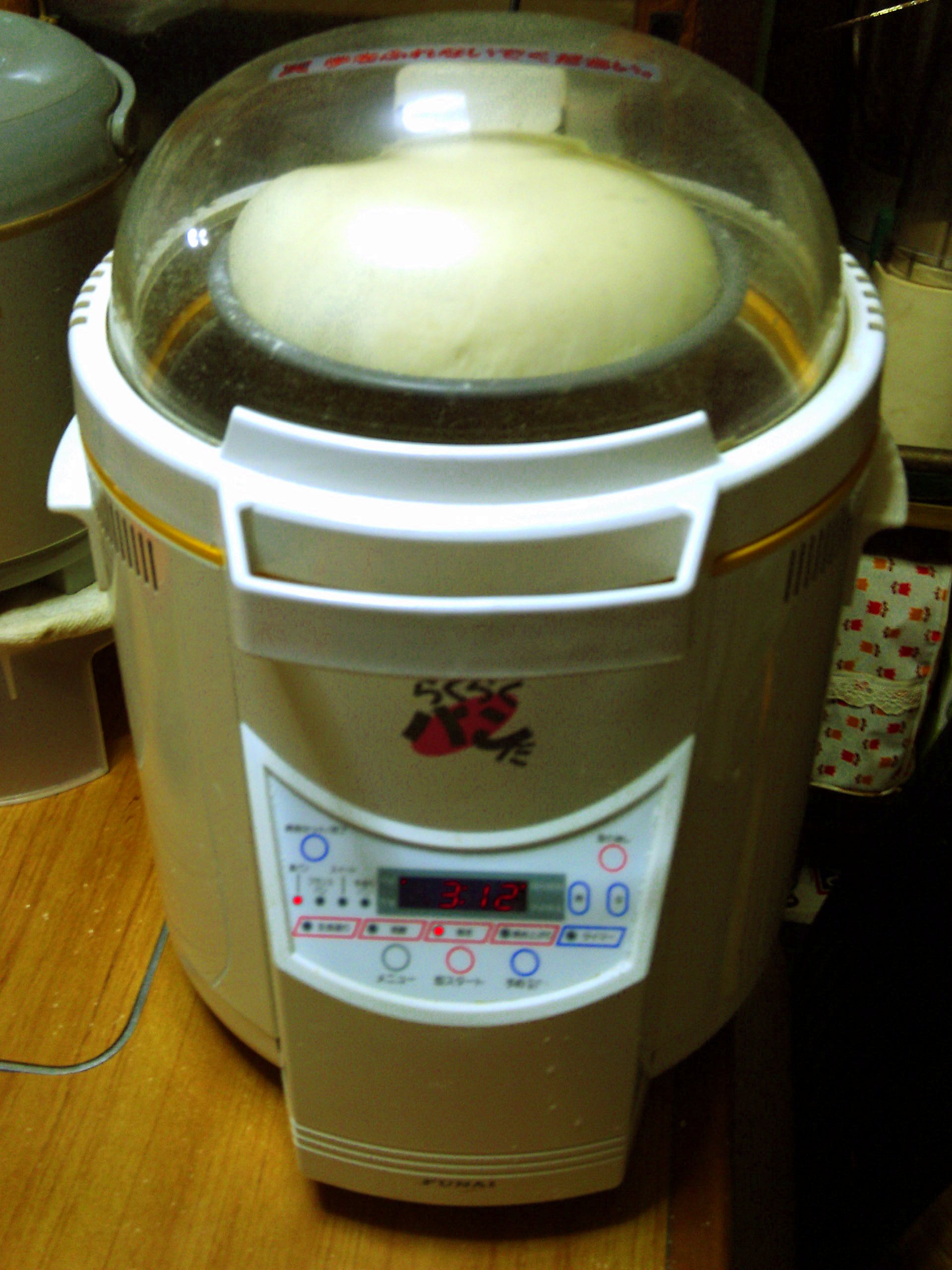
Необычная хлебопечка с прозрачной крышкой, выпекающая хлеб круглой формы

Как правило, большинство хлебопечек выпекают одно изделие прямоугольной формы, но встречаются некоторые модели, отличающиеся своей оригинальностью:
- Изготавливающие два хлебобулочных изделия одновременно. Такие хлебопечки имеют камеру с двумя крутящими механизмами (см. рисунок 4 в разделе Конструкция) и форму с двумя отделениями[9]. Технологический процесс происходит одинаково для обеих заготовок теста, а рецептуру можно использовать различную;
- Выпекающие несколько изделий одновременно в виде багетов (до 4 штук)[10] или других видов хлебобулочных изделий (до 12 штук)[11]. В таких хлебопечках используется дополнительная двухъярусная хлебопекарная форма. Для использования такой формы необходимо после замеса или расстойки извлечь из хлебопечки основную форму со всей массой теста, вручную разделить, сформовать тестовые заготовки и выложить их в двухъярусную форму, после чего, установить её в хлебопечь. Таким образом, определение хлебопечки как устройства для автоматизированного изготовления хлеба, в данном случае, подходит не совсем;
- Готовящие хлеб круглой формы — в виде кулича, каравая (на рисунке).
- Хлебопечка с функциональностью мультиварки. Такие хлебопечки имеют дополнительною чашу для мультиварки и позволяют готовить блюда, которые в обычной хлебопечке приготовить нельзя (например, первые блюда). В комплекте могут идти приспособления расширяющие функциональность: лоток для приготовления на пару, сетчатый мешок для приготовления творога, щипцы для вынимания чаши и т. д.